# Lepeostegeres
Lepeostegeres é um género botânico pertencente à família Loranthaceae.